# Diépo
Diépo est une commune rurale située dans le département de Saponé de la province du Bazèga dans la région du Centre-Sud au Burkina Faso.

## Géographie
Le village de Diépo est situé à 13 kilomètres au Nord-Est du chef-lieu Saponé et à 1,5 km au Nord-Est de Kounda sur la route régionale 33.

## Santé et éducation
Le centre de soins le plus proche de Diépo est le centre médical de Kounda.